# Wake Me
Wake Me é o primeiro álbum de estúdio da banda Grey Daze. Foi lançado em 1994.

## Faixas
1. "What's in the Eye"
2. "Spin"
3. "Morei Sky"
4. "Wake Me"
5. "Starting To Fly"
6. "Sometimes"
7. "Holding You"
8. "Hole"
9. "Believe Me"
10. "Here,Nearby"
11. "She Shines"
12. "Shouting Out"

Segundo álbum de Grey Daze: No Sun Today